# Arabski viri za zgodovino Slovanov
Arabski viri za zgodovino Slovanov (poljsko Źródła arabskie do dziejów Słowiańszczyzny) je knjižna zbirka arabskih virov v poljskem prevodu. Viri se nanašajo na srednjeveško poljsko ozemlje do leta 1000.
Zvezek 1 vsebuje fragmente del naslednjih oseb:  Al-Achtal (640–710), Al Hvarizmi (780–850), Ibn Hurdadbech, Al-Džahiz (775–868), Al-Fargani (790–860), Ibn Qutajba, Al Baladuri Balāḏurī (900–892) in Al-Jaqubi. Zvezek 2, del 1: Ibn al Faqih, Ibn as-Sagir, Ibn Wahsija. Zvezek 2, del 2: Ibn Rosteh. Zvezek 3 vsebuje opise Ahmada ibn Fadlana  iz dela Kitāb lub Risāla.